# Marina Zimmermann
Marina Zimmermann (* 9. September 1970 in Lübeck-Travemünde) ist eine deutsche Schauspielerin.

## Leben
Marina Zimmermann spielte nach ihrer Bühnenausbildung in Lübeck zunächst am Theater Lübeck. Es folgten Engagements an verschiedenen deutschen Theatern, bevor sie im Jahre 2000 in ihre Wahlheimat Hamburg zog. Hier spielte sie an folgenden Bühnen: Deutsches Schauspielhaus, Imperial Theater, Ohnsorg-Theater, Schmidt Theater, St. Pauli-Theater, Theater am Holstenwall und Theaterschiff Das Schiff.
Zusätzlich ist Marina Zimmermann auch als Sprecherin (Hörbücher, Synchron) und Sängerin tätig.

## Rollen

### Sprechtheater
- 2025: Das Indische Tuch, Imperial Theater
- 2023: Dracula, Imperial Theater
- 2020: Die Tür mit den sieben Schlössern, Imperial Theater
- 2017: Een Matjes singt nicht mehr, Ohnsorg-Theater-Tour
- 2016: Der Rächer, Imperial Theater
- 2015: Kann man mit Männern Urlaub machen? Das Schiff
- 2014: Opa wird verkauft, Ohnsorg-Theater-Tour
- 2013: Die toten Augen von London, Imperial Theater
- 2012: Bis dass dein Tod uns scheidet, Schmidt Theater
- 2011: Der unheimliche Mönch, Imperial Theater
- 2010: div. Rollen auf den Kreuzfahrtschiffen AIDAdiva und AIDAluna
- 2010: Der schwarze Abt, Imperial Theater-Tour
- 2009: Der Engel der Schreckens, Imperial Theater
- 2008: Fünf Frauen und ein Mord, Imperial Theater
- 2008: Der schwarze Abt, Imperial Theater
- 2007: Der grüne Bogenschütze, Imperial Theater
- 2006: Der Unheimliche, Imperial Theater
- 2006: Der Rächer, Imperial Theater im Hotel Reichshof
- 2005: Gaslicht, Imperial Theater
- 2005: Der Hexer, Imperial Theater
- 2004: Der Rächer, Imperial Theater
- 2004: Das Indische Tuch, Imperial Theater
- 2002: Schneewittchen, St. Pauli-Theater

### Musiktheater
- 2011: The piano has been drinking, Deutsches Schauspielhaus im Hotel Reichshof
- 2006: De Flegen Hollänner, Ohnsorg-Theater
- 2003: La Cage aux Folles, Burgfestspiele Jagsthausen
- 2002: Hot Stuff, Imperial Theater
- 2002: Elektra, Pasinger Fabrik München
- 2001: Cinderella, Imperial Theater
- 2000: The Rocky Horror Show, Imperial Theater
- 1999: Let’s Twist, Theater am Holstenwall
- 1999: The Rocky Horror Show, Oldenburgisches Staatstheater
- 1998 Die Schöne und das Biest, Scala Theater Basel
- 1997: Evita, Theater Lübeck
- 1997: Pico – das Star-Club-Musical, Delphi Musiktheater

### Sprecherin
- 2015: Frühstück inklusive von Frieda Lamberti / Hörbuch / audible
- 2014: NDR Kulturtips Produktion: NDR Kultur
- 2014: Small Island / Synchron / DMT
- 2014: Transgression / Synchron / DMT
- 2014: Jinn / Synchron / DMT
- 2014: Star Wars The old Republic / Computerspiel / Toneworx
- 2014: Drop 3 / Computerspiel / Toneworx
- 2014: Zurück ins Meer / Synchron / DMT
- 2014: Astral City / Synchron / DMT
- 2014: Janis / Synchron / DMT
- 2012 Mass Effect 3 PDLC Citadel / Computerspiel / Toneworx
- 2010 Star Wars / Computerspiel / Toneworx
- 2008 Dorian Hunter / Hörspiel / Zaubermond Verlag